# Георгієвська Анастасія Павлівна
Анастасія Павлівна Георгієвська (нар. 25 жовтня [7 листопада] 1914, Орел — пом. 5 вересня 1990, Москва) — радянська актриса театру і кіно. Лауреат Сталінської премії другого ступеня (1951). Народна артистка СРСР (1968).

## Біографія
Анастасія Георгіївська народилася 25 жовтня (7 листопада) 1914 року в Орлі.
Залишившись у три роки сиротою, потрапила до Орлівської школи-комуни, потім навчалася у фабрично-заводському училищі слюсарній та токарній справі, працювала на машинобудівному заводі і грала в самодіяльному театрі «Жива газета», який у 1929 році був перетворений на Театр юного глядача (нині Орловський державний театр для дітей і молоді «Вільний простір»).
У 1929 році приїхала до Москви і вступила до Московського театру юного глядача.
З 1931 року навчалася в Державному інституті театрального мистецтва (російською — ГІТІСі), який закінчила в 1935 році, де її педагогом з акторської майстерності була Ніна Литовцева.
З 1936 року актриса Московського художнього театру. Залишалася вірною своєму театру протягом усього життя. У 1987 році, після розколу МХАТу, перейшла до Тетяни Дороніної у МХАТ імені М. Горького. Член КПРС з 1940 року.
Працювала на радіо, брала участь в озвучуванні мультфільмів.
Померла 5 вересня 1990 року в Москві. Її знайшли тільки через тиждень після смерті. Колеги по театру не раз приїжджали до Георгіївської, стукали в двері, але відповіді не отримували, хоча сусіди стверджували, ніби по квартирі хтось ходить. Не дочекавшись реакції від міліції, співробітникам театру довелося знайти людину, якій вдалося залізти до квартири через балкон. По особі акторки відразу стало зрозуміло, що її немає в живих вже кілька днів. Хоча по квартирі були розкидані гроші, співробітники правоохоронних органів не знайшли в смерті Анастасії Павлівни кримінальної складової. Поховали актрису на Кунцевському кладовищі.

## Звання та нагороди
- Заслужена артистка Російської РФСР (1948)
- Народна артистка РРФСР (1963)
- Народна артистка СРСР (1968)
- Сталінська премія другого ступеня (1951) — за виконання ролі у виставі «Друга любов» Єлизара Мальцева та Наталії Венкстерн
- Орден Жовтневої революції (1984)
- Орден Трудового Червоного Прапора (1967)
- Орден «Знак Пошани» (1948)
- Медаль «За оборону Москви» (1946)[8]
- Медаль «За доблесну працю у Великій Вітчизняній війні 1941—1945 рр.» (1946).

## Творчість

### Ролі в театрі
- 1937 — «Земля» Миколи Вірти — 2-га бабуся
- 1937 — «Синій птах» М. Метерлінка
- 1938 — «Гроза» О. М. Островського —  Глаша
- 1938 — «Достігаєв та інші» М. Горького —  Таїсія
- 1940 — «Трудовий хліб» О. М. Островського —  Ключниця
- 1940 — «Три сестри» А. П. Чехова —  Наташа
- 1940 — «Школа лихослів'я» Р. Б. Шерідана —  Покоївка леді Тізл
- 1941 — «На дні» М. Горького —  Ганна
- 1942 — «Кремлівські куранти» М. Ф. Погодіна —  Торговка
- 1943 — «Кремлівські куранти» М. Ф. Погодіна —  Жінка з хусткою
- 1944 — «Мертві душі» за М. В. Гоголем —  Мавра
- 1944 — «Остання жертва» Олександра Островського —  Ірина Лаврівна
- 1946 — «Дядечків сон» по Ф. М. Достоєвському —  Карпухіна
- 1948 — «Дванадцять місяців» С. Я. Маршака —  Мачуха
- 1948 — «Хліб наш насущний» М. Є. Вірти — Ликера Іллівна Соловйова
- 1950 — «Друга любов» Є. Ю. Мальцева і Н. О. Венкстерн —  Варвара
- 1954 — «Серце не прощає» А. В. Софронова — Домна Іванівна Єгорова
- +1956 — «Кремлівські куранти» М. Ф. Погодіна —  Жебрачка
- 1957 — «Учень диявола» Дж. Б. Шоу —  місіс Джадж
- 1958 — «Дорога через Сокольники» В. А. Роздольського —  Фекла
- 1959 — «Битва в дорозі» за Г. Є. Ніколаєвою —  Потапова
- 1963 — «Єгор Буличов та інші» М. Горького —  Ксенія
- 1963 — «Платон Кречет» О. Є. Корнійчука —  Христина Архипівна
- 1964 — «Світло далекої зірки» Чаковского і Павловського —  Коломійцева
- 1966 — «Тяжке звинувачення» Л. Р. Шейніна —  Соломоніда Преображенська
- 1968 — «Ревізор» М. В. Гоголя —  Пошльопкіна
- 1970 — «Село Степанчиково і його мешканці» за Ф. М. Достоєвським —  Обноскіна
- 1971 — «Дульсінея Тобоська» О. М. Володіна —  Синьйора Тереса
- 1971 — «Гаряче серце» О. М. Островського —  Мотря
- 1971 — «Валентин і Валентина» М. М. Рощина —  Мати Валентина
- 1972 — «Сталевари» Г. К. Бокарева —  Клава
- 1975 — «Засідання парткому» О. І. Гельмана —  Мотрошилова
- 1975 — «Життя Галілея» Б. Брехта —  Пані Сарті
- 1977 — «Чеховські сторінки» за А. П. Чеховим —  Мерчуткіна
- 1979 — «Все скінчено» Е. Олбі —  Доглядальниця
- 1984 — «Пани Головльови» за М. Є. Салтиковим-Щедріним —  Аріна Петрівна Головльова
- 1985 — «На всякого мудреця досить простоти» О. М. Островського — Манефа
- 1988 — «Прощання із Матьорою» за В. Г. Распутіним —  Дар'я

### Ролі в кіно
1. 1951: Незабутній 1919-й рік —  Мілочка
2. 1952: Ревізор —  Анна Андріївна, дружина городничого
3. 1956: Своїми руками —  дружина Руденка
4. 1956: Божевільний день —  Віра Карпівна, сестра-господиня будинку відпочинку «Липки»
5. 1957: Чоботи (короткометражний) —  генеральша Шевеліцина
6. 1959: Аннушка —  Поліна Сергіївна
7. 1959: Неоплачений борг —  Кочеткова
8. 1960: Помста (короткометражний) —  Софа, дружина Дегтярьова
9. 1960: Воскресіння —  Китаєва
10. 1961: А якщо це кохання? —  Марія Павлівна, вчителька німецької мови
11. 1963: Тепер нехай іде —  Петтон, доглядальниця
12. 1964: Все для Вас —  відвідувачка комбінату «Все для Вас» з делегацією жінок про створення сектора допомоги на дому
13. 1964: Фитиль (фільм № 29 «Не за Інструкцією») —  контролер у метро
14. 1966: Останній шахрай —  начальник в'язниці
15. 1967: Твій сучасник —  чергова по поверху
16. 1968: Борсуки (фільм-спектакль) —  Єгорівна
17. 1968: Помилка резидента —  сусідка по купе
18. 1969: Вчора, сьогодні і завжди —  прибиральниця
19. 1969: Єгор Буличов та інші (фільм-спектакль) —  Ксенія
20. 1970: Боян Чонос (фільм-спектакль) —  бабка Гина
21. 1970: Шестеро улюблених (фільм-спектакль)
22. 1972: День за днем —  масовик
23. 1972: Доктор Жуков, на виїзд! (Фільм-спектакль) —  пенсіонерка Звєрєва
24. 1973: Велика перерва —  Серафима Павлівна, вчителька географії
25. 1973: Село Степанчиково і його мешканці (фільм-спектакль) —  Анфіса Петрівна Обноскіна
26. 1976: «Сто грам» для хоробрості... —  дружина «академіка»
27. 1977: Виклик (фільм-спектакль) —  Макарівна
28. 1977: Засідання парткому (фільм-спектакль) —  Олександра Михайлівна Мотрошилова, кранівниця
29. 1977: Чеховські сторінки (за оповіданням «Ювілей») (фільм-спектакль) —  Настасья Федорівна Мерчуткіна
30. 1980: Все скінчено (фільм-спектакль) —  доглядальниця
31. 1987: Випадок в аеропорту — Курбатова
32. 1990: Похорон Сталіна — епізода

### Озвучування мультфільмів
1. 1958: Кицин дім — Коза
2. 1967: Заєць-симулянт — Лисиця
3. 1967: Раз, два — дружно! — Зайчиха
4. 1967: Казки для великих і маленьких — Лисиця
5. 1969: В Країні невивчених уроків — Корова
6. 1969: Ми шукаємо пляму — Баба-Яга
7. 1975: Фантик (Первісна історія) — Черепаха
8. 1977: Василиса Прекрасна — Баба-Яга

### Радіопостановки
- 1948 — «Дванадцять місяців» (радіозапис вистави МХАТ СРСР імені М. Горького) — Мачуха
- 1948 — «Три сестри» (радіозапис вистави МХАТ СРСР імені М. Горького) — Наталія Іванівна
- 1949 — «Борис Годунов» (радіоспектакль у виконанні артистів МХАТ СРСР імені М. Горького) — Господиня корчми
- 1949 — нанайська казка «Айога» (виконують М. Бабанова, А. Георгіївська, Б. Оленін.)
- 1951 — «Друга любов» (радіозапис вистави МХАТ СРСР імені М. Горького) — Варвара Жудова
- 1951 — «Альоша Пєшков» (радіоспектакль за мотивами автобіографічної трилогії М. Горького)
- 1953 — «Осіння нудьга» (радіоспектакль за однойменним водевілем Н. А. Некрасова) — Онисія
- 1953 — «Пригоди Цибулино» (радіоспектакль) — Графиня Вишня (композиція З. Потапової і С. Богомазова, музика Н. Пейко)
- 1955 — «Біліє парус одинокий» (радіопостановка за однойменною повістю Ст. П. Катаєва) — мадам Стороженко
- 1957 — «Справа Артамонових» (радіопостановка за мотивами роману М. Горького) — Мотря Барська
- 1961 — «Хочу вірити» (радіоспектакль за повістю В. Голосовского) — Варвара Андріївна Тимчук
- 1962 — «Кіт-хвалько» (радіоспектакль за однойменною казкою Ст. А. Левшина) — Провідна
- 1964 — «Єгор Буличов та інші» (радиозапись вистави МХАТ СРСР імені М. Горького) — Ксенія
- 1965 — «Убити пересмішника» (радіопостановка за романом Х. Лі) — Келпурнія
- 1966 — «День в поміщицькій садибі» (радіоспектакль по книзі М. Ю. Салтикова-Щедріна «Пошехонська старина») — пані Ганна Павлівна Затрапезна
- 1968 — «Щит і меч» (радіоспектакль за романом В. Кожевнікова) — фрау Дітмар
- 1973 — «Село Степанчиково і його мешканці» (радіозапис вистави МХАТ СРСР імені М. Горького) — Обноскіна
- 1975 — «Попелюшка» (радіоказка за п'єсою Е. Л. Шварца) — Мачуха
- 1975 — «Засідання парткому» (радіозапис вистави МХАТ СРСР імені М. Горького) — Мотрошилова